# Kofukan
Kōfukan karate, eller Shito-ryu Karate-do Kofukan International är en utlöpare till grundskolan Shitō-ryū, men den har sina närmaste rötter i Tani-ha Shitō-ryū även kallad Shūkōkai.
Stilorganisationen skapades i Bryssel 1974 som Shūkōkai World Karate Union Europe av Yasuhiro Suzuki. Den döptes om tidigt på 1980-talet för att bli urskiljbar i mängden av vidareutvecklade Shūkōkai-organisationer. Numera styrs föreningen av Keiji Tomiyama och Naoki Omi. Liksom Suzuki är båda elever till sōke Tani Chōjirō.

## Graderingsregler
Ograderade har vitt bälte
| Grad  | Bälte obi                  | Graderingsobjekt                                                                                              |
| ----- | -------------------------- | --- |
| 8.kyū | Vitt bälte med gult streck | Grundkombinationer 1-5                                                                                        |
| 7.kyū | Gult bälte                 | Kihon Ippon Kumite 1 & 2 Kata - Shiho Sanshiki                                                                |
| 6.kyū | Orange bälte               | Fightingkombinationerna 1 & 2 Kata - Pin’an Nidan, Roppo Hijiate                                              |
| 5.kyū | Grönt bälte                | Fightingkombinationerna 3 & 4 Kata - Pin’an Shodan, Sanchin Jiyu Kumite (sparring mot partner)                |
| 4.kyū | Blått bälte                | Fightingkombinationerna 5 & 6 Kata - Pin’an Sandan, Tensho Jiyu Kumite                                        |
| 3.kyū | Brunt bälte                | Fightingkombinationerna 7 & 8 Kata - Pin’an Yondan, Naihanchin Shodan Jiyu Kumite                             |
| 2.kyū | Brunt bälte                | Fightingkombinationerna 9 & 10 Kata - Pin’an Godan, Geikisai Ichi & Ni Jiyu Kumite                            |
| 1.kyū | Brunt bälte                | Fightingkombinationerna 1 - 10 Kata - Juroku, Saifa Jiyu Kumite                                               |
| 1.dan | Svart bälte Shodan         | Kata: Pin’an Shodan - Godan, Bassai dai, Seienchin, Matsukaze.Hokei kumite: Pin’an Shodan - Godan Jiyu kumite |
| 2.dan | Svart bälte Nidan          | Kata: Sanchin, Tensho, Naihanshin shodan, Kosukun dai, Seisan, Annanko.Pin’an kumite Shodan-Godan Jiyu kumite |

## Förekomst
Kōfukan är en traditionell karateorganisation med säte i Europa men med medlemsländer över hela världen.

### I Sverige
Kōfukan finns representerad i Sverige genom stilorganet Svenska Shitōryū kōfukan med Shihan Keiji Tomiyama 8:e Dan och cirka 200 aktiva utövare i ett flertal klubbar, bland andra
- Västerås Karatecenter
- Huddinge Shitoryu Kōfukan karate
- Värmdö Shitoryu Kōfukan karate, vars dōjōchō är Dick Schörling 6:e dan, som var med redan, när Sōke Tani Chōjirō besökte Sverige och Tamas Weber 1972.